# والریو زورلینی
والریو زورلینی (ایتالیایی: Valerio Zurlini؛ ۱۹ مارس ۱۹۲۶ – ۲۷ اکتبر ۱۹۸۲) کارگردان سینما و تئاتر و فیلم‌نامه‌نویس اهل کشور ایتالیا بود. از فیلم‌هایی که وی کارگردانی کرده می‌توان به فیلم‌های سینمایی صحرای تاتارها و دختری با یک چمدان اشاره نمود.